# Polyschema yakuense
Polyschema yakuense är en svampart som beskrevs av Matsush. 1975. Polyschema yakuense ingår i släktet Polyschema, divisionen sporsäcksvampar och riket svampar.   Inga underarter finns listade i Catalogue of Life.